# کوهستان وحشت
کوهستان وحشت (به انگلیسی: Dread Mountain) جلد پنجم مجموعهٔ هشت جلدی «در جستجوی دلتورا»، اثر امیلی رودا(جنیفر روو) نویسنده استرالیایی است.